# Rex Babin
Rex Babin (17 tháng 8 năm 1962 - 30 tháng 3 năm 2012) là một họa sĩ biếm họa chính trị người Mỹ.

## Cuộc đời và sự nghiệp
Ông tốt nghiệp cử nhân tiếng Anh tại Đại học bang San Diego. Ông là người ủng hộ mạnh mẽ việc sử dụng phim hoạt hình địa phương, và thường vẽ ba phim hoạt hình về các chủ đề California mỗi tuần.
Năm 1988-1989, Babin làm việc tại The Denver Post với tư cách tạm thời. Sau đó, ông là nhà biên tập tranh biếm họa của Albany Times Union, trước khi đảm nhận vị trí họa sĩ biếm họa chính trị cho The Sacramento Bee vào năm 1999. Các phim hoạt hình sáng tạo của ông bao gồm "Caleeforneeya", một tác phẩm châm biếm định kỳ về Thống đốc California Arnold Schwarzenegger. Babin là người nhận Giải thưởng Berryman năm 2003, và lọt vào vòng chung kết của Giải thưởng Pulitzer cùng năm.
Năm 2009, Babin là chủ tịch của Hiệp hội các nhà biên tập phim hoạt hình Mỹ.
Babin qua đời vì biến chứng của bệnh ung thư.